# أوتو (نيويورك)
أوتو (بالإنجليزية: Otto, New York)‏ هي بلدة أمريكية تقع في الولايات المتحدة في مقاطعة كاتاروغوس، نيويورك. يقدر عدد سكانها بـ 831 نسمة ومساحتها 83.6 كم2 وترتفع عن سطح البحر 535 متر.